# Paka (Novi Marof)
Paka falu Horvátországban Varasd megyében. Közigazgatásilag Novi Marofhoz tartozik.

## Fekvése
Varasdtól 21 km-re, községközpontjától 5 km-re délre, közvetlenül az A4-es autópálya mellett fekszik.

## Története
A falu felett keletre 2001-ben egy középkori vár jelentős maradványaira bukkantak, melynek feltárása még az évben elkezdődött. A régészek szerint a vár a 13. században épült. Történetéről eddig nem sikerült többet kideríteni.
A falut csak 1991-től tartják számon önálló településként. 1971-ig területe megoszlott a Visoko községhez tartozó Čanjevo és Visoko, valamint a Novi Marofhoz tartozó Donje és Gornje Makojišće falvak között.
A trianoni békeszerződésig Varasd vármegye Novi Marofi járásához tartozott. 2001-ben a falunak 26 háza és 82 lakosa volt.

## Nevezetességei
Paka középkori várának maradványai a falutól és az autópályától keletre a Kemléki-hegység nyugati részén, a Paka-patak feletti erdős magaslaton találhatók. A vár 2001-ig teljesen ismeretlen volt, a szakemberek szerint a 13. században épült. Jelenleg felújítás alatt áll, de szabadon bejárható. A feltárást a varasdi múzeum munkatársai végzik. 

## Külső hivatkozások
- Novi Marof város hivatalos oldala Archiválva 2011. április 16-i dátummal a Wayback Machine-ben
- Várak az Ivaneci-hegységtől délkeletre
- Képek a Kemléki-hegység nyugati részéről